# Thảng bình
Thảng bình (tiếng Trung: 躺平; bính âm: tǎng píng; nghĩa đen 'nằm phẳng') hay tang ping, viết liền thành tangping, là một xu hướng được mô tả như "liều thuốc giải độc" cho áp lực làm việc chăm chỉ của xã hội Trung Quốc. Xu hướng này bao gồm việc từ bỏ và chống lại văn hóa làm việc quá sức, bao gồm chế độ giờ làm 996, vốn được coi là một phần của vòng xoáy bon chen, hay cuộc đua chuột, ngày càng ít đem lại thành quả. 
Tiểu thuyết gia Liao Zenghu đã mô tả thảng bình như là một phong trào phản kháng và The New York Times cũng gọi đó là một khía cạnh của thứ văn hóa phản kháng non trẻ của Trung Quốc. Vào tháng 5 năm 2021, truyền thông nhà nước Trung Quốc, Tân Hoa xã đã đăng một bài xã luận, trong đó khẳng định rằng thảng bình là điều đáng xấu hổ.
Khái niệm này hay được gọi là "nằm thẳng" trong truyền thông tiếng Việt.
Không giống như hikikomori ở Nhật Bản, những người trẻ tuổi này chọn cách hạ thấp mục tiêu và giảm ham muốn nhưng vẫn kiếm tiền cho những nhu cầu thiết yếu của cuộc sống tối giản của họ.